# Traitement sans blanchiment

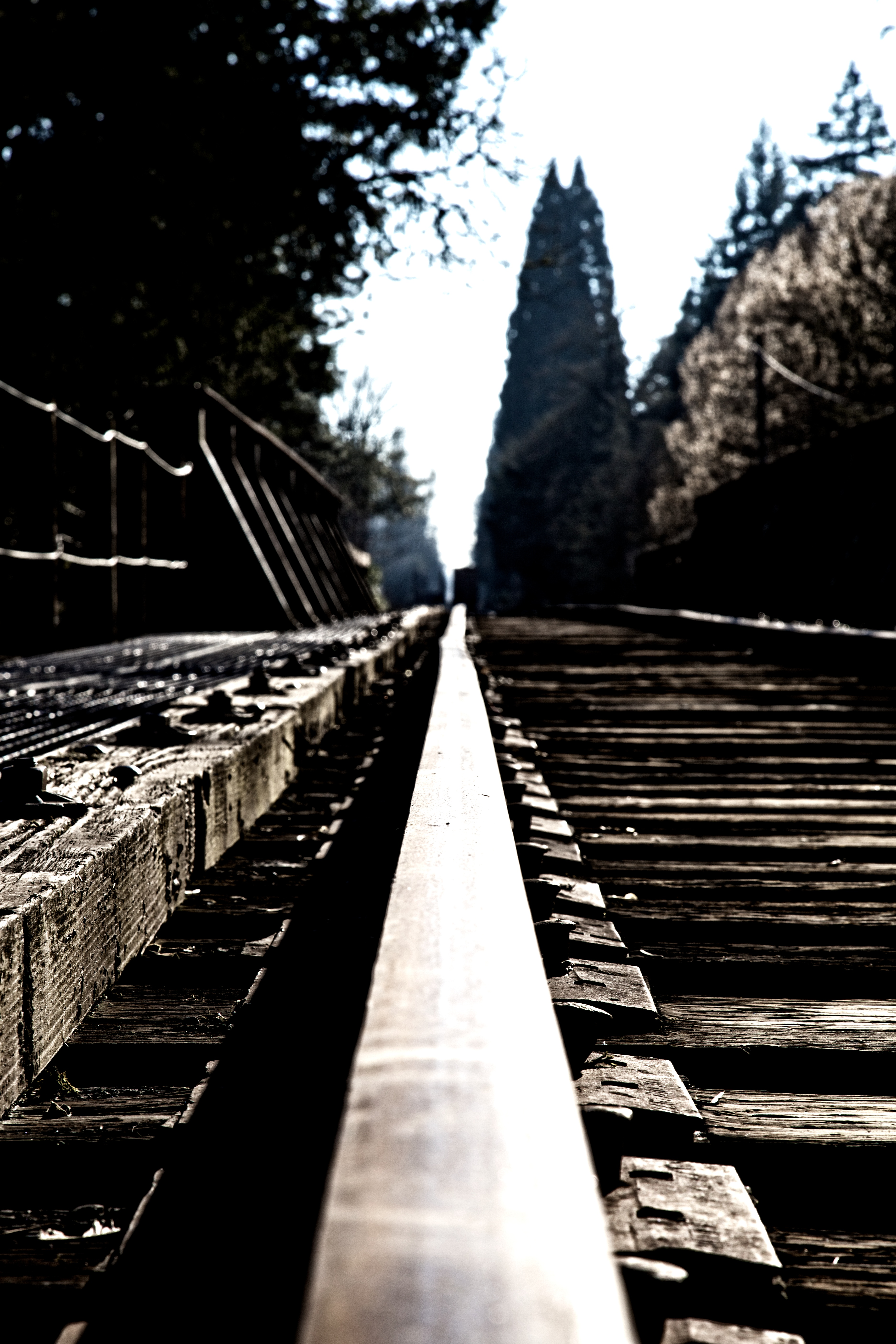
Photographie traitée sans blanchiment.

Au cinéma et en photographie, le traitement sans blanchiment (bleach bypass) est un traitement spécial en laboratoire qui supprime l'étape de blanchiment durant le développement d'un positif couleur. En faisant cela, l'argent sous sa forme métallique est retenu dans l'image. Cela donne l'impression d'une image en noir et blanc par-dessus une image en couleur. La saturation est diminuée, en particulier dans les basses lumières, alors que le contraste est augmenté (surtout dans les hautes lumières). Du fait de la présence de l'argent, l'effet de granulation est plus important et l'image a un aspect « métallique ».
Un effet équivalent peut être obtenu à l'aide de filtres et d'imagerie informatique, mais qui ne restitue pas l'aspect de volume et de « métal » lors d'un véritable traitement sans blanchiment.

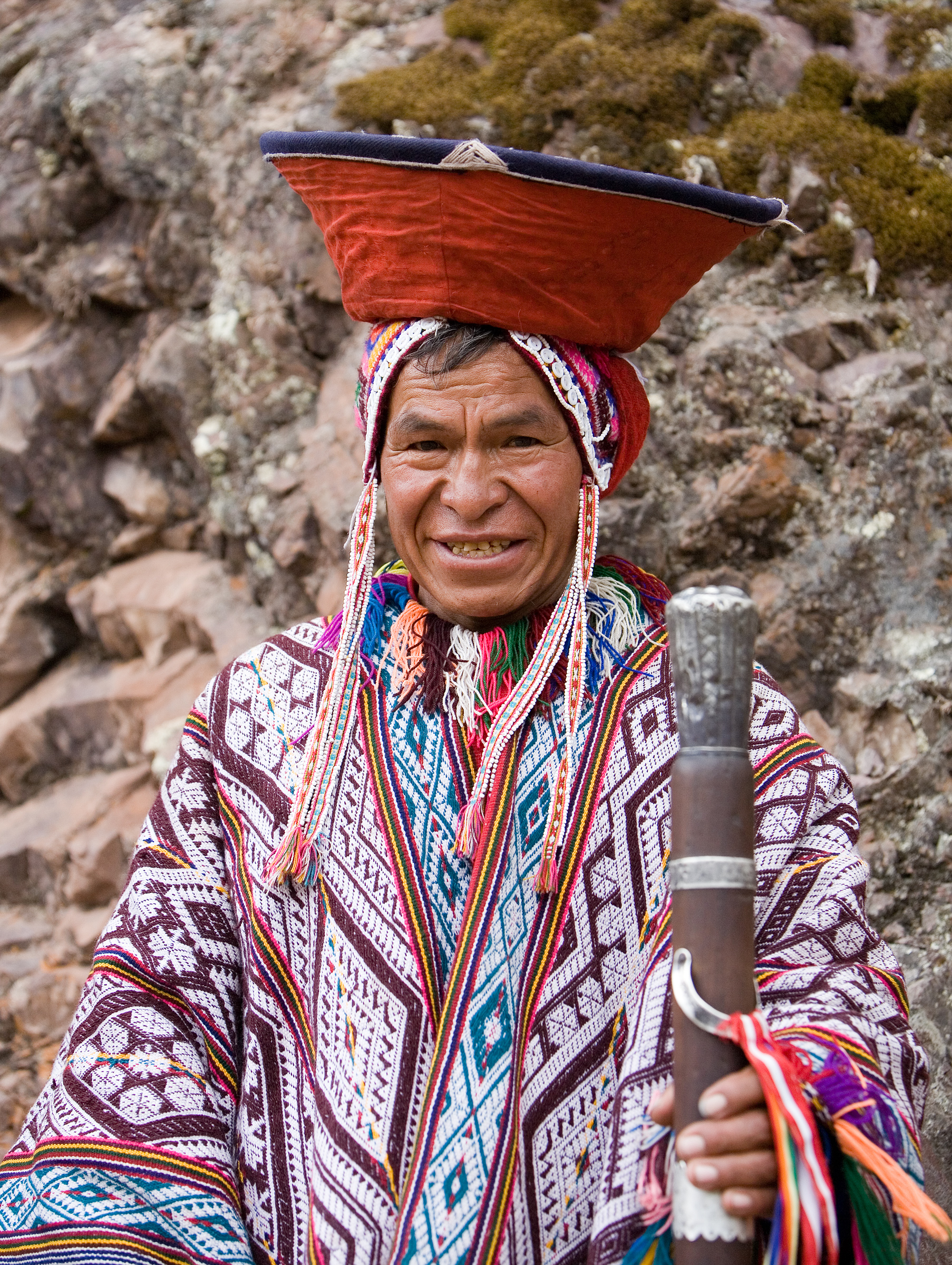
Image standard.
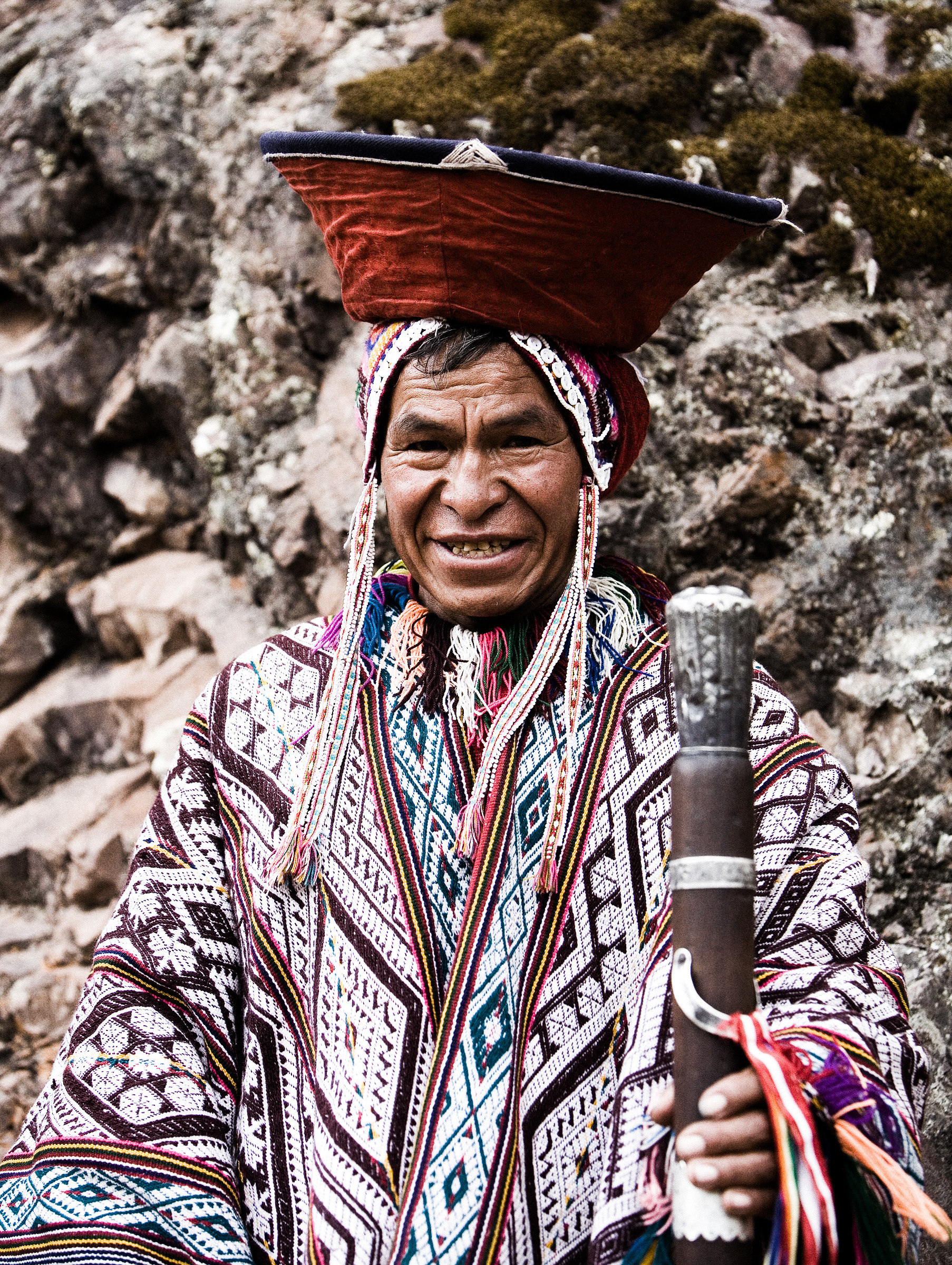
Simulation informatique de traitement sans blanchiment.

Des techniques de sans blanchiment partielles, où seule une proportion contrôlée d'argent est maintenue dans la pellicule, ont été développées sous le nom de ENR ou « traitement argentique ».
Le premier à avoir utilisé le procédé sans blanchiment pour le cinéma est Kon Ichikawa dans son film Tendre et folle adolescence en 1960, mis au point par Kazuo Miyagawa, un chef opérateur de la Daiei pour le film, inspiré par le rendu en Technicolor du film Moby Dick. Bien qu'ancien, le procédé a été peu utilisé jusqu'à sa remise au goût du jour par Roger Deakins pour le film 1984. Puis, c'est le chef opérateur Darius Khondji qui va, à partir de Delicatessen (1990) faire du « blanchissement contrôlé ou partiel » une des esthétiques des années 1990 (Se7en en 1995). D'autres directeurs de la photographie utilisent le procédé comme Rodrigo Prieto, ou Janusz Kaminski (dans Il faut sauver le soldat Ryan et Minority Report par exemple).
Dans le cas d'Une journée particulière (tourné dans les années 1970), le traitement type ENR visait à évoquer plus que reproduire l'aspect de films typique de l'Italie fasciste des années 1930.